# بطولة كرة القدم الألمانية 1912
بطولة كرة القدم الألمانية 1912 هو الموسم 10 من بطولة كرة القدم الألمانية ‏. أقيم خلال الفترة 5 مايو 1912 وحتى 26 مايو 1912، وأشرف على تنظيمه اتحاد ألمانيا لكرة القدم، وكان عدد الأندية المشاركة فيه 8، وفاز فيه هولشتاين كيل.